# Crematogaster isolata
Crematogaster isolata es una especie de hormiga acróbata del género Crematogaster, familia Formicidae. Fue descrita científicamente por Buren en 1968.
Se distribuye por América del Norte, en México y los Estados Unidos (encontrada en sierra de Chiricahua y el condado de Cochise, en Arizona). Se ha encontrado a elevaciones que van desde los 1189 hasta los 3000 metros de altura.
Habita principalmente en bosques de robles, pinos y Juníperos (conocidos como enebros), vegetación ribereña, bosques de abetos (Abies) y en bosques de coníferas. También frecuenta diversos microhábitats como piedras, debajo de la corteza de Pinus ponderosa, en la madera muerta, en Quercus emoryi, ramas de roble y en tocones de robles.